# جان بيتر راسموسن
جان بيتر راسموسن (بالنرويجية البوكمول: Jan Petter Rasmussen)‏ هو سياسي نرويجي، ولد في 1 يونيو 1947 في النرويج. حزبياً، نشط في حزب العمال. وقد انتخب عضو برلمان النرويج ‏.